# Adrienn Szarka
Adrienn Szarka (født. 28. Juni 1991 i Kiskunhalas, Ungarn) er en ungarsk håndboldspiller som spiller i den ungarske storklub Ferencváros TC, hvor hun spiller som venstre fløj.

## Meritter
- Nemzeti Bajnokság I:
  - Sølv: 2012
  - Bronze: 2011
- Magyar Kupa:
  - Bronze: 2009
- EHF Cup Winners' Cup:
  - Vinder: 2011, 2012